# Komitet Zagraniczny PPS
Komitet Zagraniczny Polskiej Partii Socjalistycznej (KZ PPS) – struktura reprezentująca PPS na emigracji w Paryżu, a następnie w Londynie w okresie 1940–1948. W skład Komitetu wchodzili wszyscy członkowie władz naczelnych PPS wybrani na XXIV Kongresie PPS w 1937 r.
Komitet Zagraniczny w sprawach krajowych podlegał kierownictwu Centralnego Kierownictwa PPS-WRN, w kraju, posiadając swobodę w sprawach emigracyjnych. W sprawach rządu stanowisko miało być udzielane wspólnie. Jeden z członków Komitetu miał mandat do reprezentowania krajowej PPS (był nim Adam Ciołkosz).

## Historia
Początkowo, powołany został (22 stycznia 1940 r.) jako Centralny Komitet Zagraniczny PPS za Granicą, przekształcony został w Sekcję Zagraniczną, a następnie Komitet Zagraniczny PPS.
Początkowo (1940) w skład jego wchodzili przewodniczący – Herman Lieberman (przebywający od 1932 po wyroku w procesie brzeskim na emigracji), sekretarz – Adam Ciołkosz, członkowie: Lidia Ciołkosz, Ludwik Grosfeld, Jan Stańczyk, Tadeusz Tomaszewski. Do składu wybrano również Józefa Belońskiego nie będącego członkiem władz przedwojennych, ale przewodniczącemu PPS w Wielkiej Brytanii.
Początkowo do KZ nie wszedł Adam Pragier z uwagi na protest Liebermana krytykującego postawę Pragiera po procesie brzeskim (wrócił on z emigracji i poddał się karze).
Komitet Zagraniczny PPS popierał rząd gen. Sikorskiego, w skład którego wchodził Jan Stańczyk jako minister opieki społecznej. Socjaliści weszli również w skład Rady Narodowej Rzeczypospolitej Polskiej (Herman Lieberman (wiceprzewodniczący), Tadeusz Tomaszewski do marca 1940 r., Adam Ciołkosz od marca 1940 r., Alojzy Adamczyk od sierpnia 1940 r.) zaś Tadeusz Tomaszewski został powołany na prezesa Najwyższej Izby Kontroli.
Kryzys nastąpił w 1941 po podpisaniu układu Sikorski – Majski. W głosowaniu Komitet poparł (przewagą jednego głosu) rząd Sikorskiego. Przeciwnicy pomimo pozytywnej oceny umowy wyrażali obawy co do jej brzmienia m.in. brak gwarancji całości terytorialnej Polski. Stanowisko zbieżne z przeciwnikami umowy prezentowała Polska Partia Socjalistyczna – Wolność, Równość, Niepodległość. Na znak protestu z KZ PPS przejściowo wystąpili: Adam Ciołkosz, Lidia Ciołkosz, Tadeusz Tomaszewski.
W skład nowego rządu gen. Sikorskiego weszli: Herman Lieberman jako minister sprawiedliwości, Jan Stańczyk jako minister opieki społecznej oraz Jan Kwapiński jako minister przemysłu i handlu (od czerwca 1942) r.
Po układzie Sikorski – Majski dotarli do Londynu zwolnieni z więzień i zesłania członkowie władz PPS: Jan Szczyrek, Jan Kwapiński, Mieczysław Mastek, Franciszek Haluch, Otto Pehr, Bronisław Skalak, którzy zasilili skład Komitetu Zagranicznego.
Po śmierci Liebermana przewodniczącym Komitetu Zagranicznego PPS został Jan Kwapiński.
Po powstaniu rządu Stanisława Mikołajczyka we wrześniu 1943, w jego skład weszli: Jan Kwapiński, jako wicepremier i minister przemysłu, handlu i żeglugi, Jan Stańczyk jako minister pracy i opieki społecznej oraz Ludwik Grosfeld jako minister skarbu.
Po przybyciu (w ramach operacji Most III) w sierpniu 1944, przewodnictwo w Komitecie Zagranicznym objął Tomasz Arciszewski ostatni przedwojenny przewodniczący CKW PPS i przewodniczący Centralnego Kierownictwa PPS-WRN.
W tym czasie (1944) skład Komitetu Zagranicznego PPS przedstawiał się następująco: przewodniczący – Tomasz Arciszewski, Alojzy Adamczyk, Józef Beloński, Adam Ciołkosz, Lidia Ciołkosz, Ludwik Grosfeld, Franciszek Haluch, Jan Kwapiński, Otto Pehr, Adam Pragier, Bronisław Skalak, Jan Stańczyk, Jan Szczyrek, Tadeusz Tomaszewski.
Po powołaniu rządu Tomasza Arciszewskiego w listopadzie 1944 w skład którego weszli: Tomasz Arciszewski jako premier i minister pracy i opieki społecznej, Jan Kwapiński – wicepremier, minister skarbu, przemysłu i handlu, Adam Pragier – minister informacji i dokumentacji oraz Antoni Pajdak jako członek Krajowej Rady Ministrów, Komitet udzielił mu poparcia.
31 stycznia 1945 wycofali się z prac w Komitecie Zagranicznym Józef Beloński, Ludwik Grosfeld, Jan Stańczyk i Jan Szczyrek.
Po wycofaniu w dniu 5 lipca 1945 uznania dla rządu RP na uchodźstwie przez Wielką Brytanię i USA, dysydenci w liście skierowanym 15 lipca 1945 do KZ PPS (podpisanym obok byłych członków KZ również przez Tadeusza Ćwika, Bernarda Drzewickiego, Franciszka Górskiego, Juliana Hochfelda, Arkadiusza Rozwadowskiego, Józefa Stopnickiego, Jerzego Szapiro i Juliusza Żakowskiego) poparli działania Tymczasowego Rządu Jedności Narodowej. Po dysydentów władze komunistyczne wysłały 9 sierpnia 1945 r. samolot z Warszawy.
W sierpniu 1946 we Francji rozpoczęła działalność Delegacja Zagraniczna PPS w składzie Zygmunt Zaremba przewodniczący, Franciszek Białas, Adam Ciołkosz, Emanuel Freyd, Jan Kwapiński, Otto Pehr działający równoległe z Komitetem Zagranicznym PPS reprezentujący działania krajowe pozostawiając Komitetowi Zagranicznemu działania emigracyjne. Do składu KZ weszli natomiast Zygmunt Zaremba i Franciszek Białas.
Po kryzysie prezydenckim i objęciu funkcji Prezydenta RP przez Augusta Zaleskiego doszło do rozłamu w Komitecie Zagranicznym. PPS opuścili: Adam Pragier i Tadeusz Tomaszewski tworząc Związek Socjalistów Polskich na Obczyźnie.
Komitet Zagraniczny PPS oraz Delegacja Zagraniczna PPS zakończyły swoją działalność na I Zjeździe PPS w maju 1948 r. w Pont à Less, tworząc władze PPS na emigracji.

## Prasa
- „Robotnik Polski we Francji” (tygodnik od 20 stycznia 1940 – 10 kwietnia 1940 r.) – red. Herman Lieberman, Jerzy Szapiro;
- „Robotnik Polski w Wielkiej Brytanii” (dwutygodnik od 21 sierpnia 1940 r.) – red. Jerzy Szapiro, Adam Ciołkosz;
- „Przedświt” (miesięcznik teoretyczny 1941) – red. Adam Ciołkosz;
- „Prawda” (nieregularnie 1944-1945) – red. Edward Puacz.